# Ferdinand du Puigaudeau
Pour les articles homonymes, voir Puigaudeau.
Ferdinand du Puigaudeau, ou Ferdinand Loyen du Puigaudeau, est un peintre postimpressionniste breton né à Nantes le 4 avril 1864 et mort au Croisic le 19 septembre 1930.
Il est le père de l'ethnologue Odette du Puigaudeau.

## Biographie

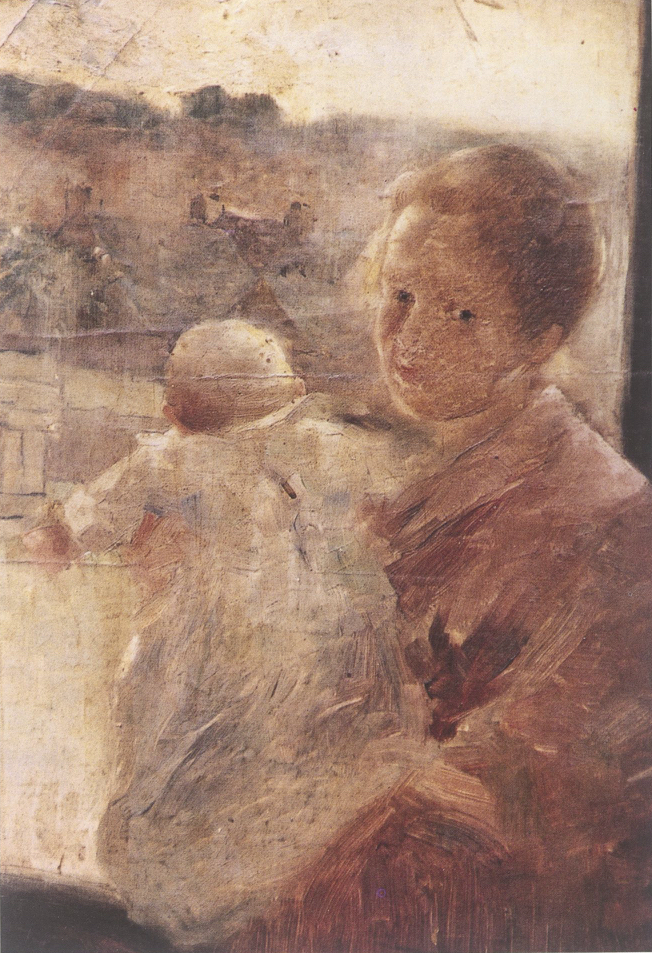
Mme du Puigaudeau tenant leur fille Odette dans ses bras à Rochefort-en-Terre, vers 1894.

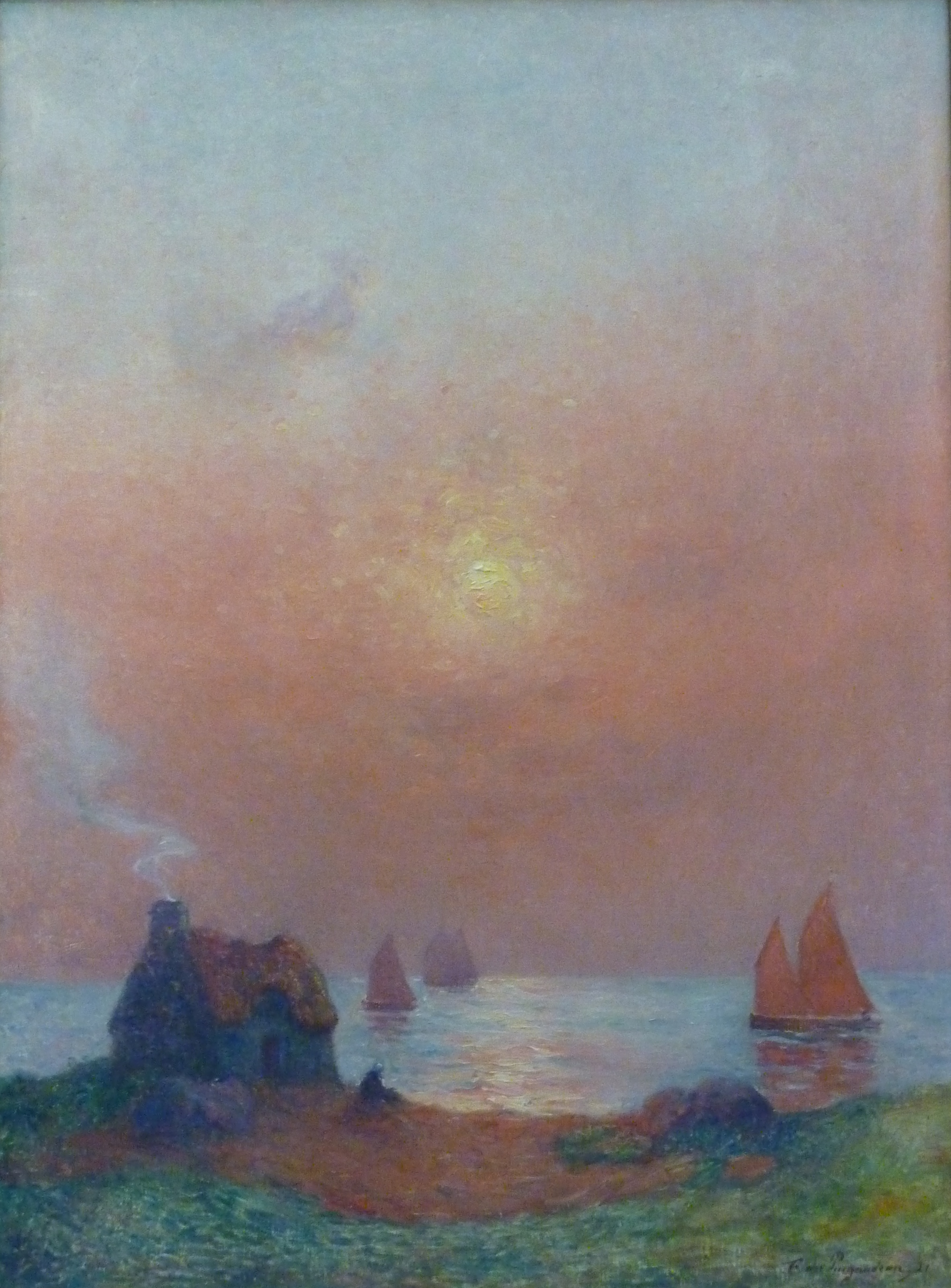
Paysage à la chaumière (1921), huile sur toile, musée des Beaux-Arts de Quimper.

Ferdinand Loyen du Puigaudeau naît à Nantes le 4 avril 1864. Il est le fils d'Émile Loyen du Puigaudeau, négociant, et de Clotilde van Bredenbeck de Châteaubriant, et le petit-fils de propriétaires terriens, descendants d'une famille d'armateurs enrichis grâce au commerce colonial, mais ruinée depuis, et qui donna plusieurs maires de Couëron. Après des études classiques, il perfectionne ses dons artistiques par des voyages en Italie et en Tunisie.
En 1886, date de sa première œuvre connue, alors qu'il est en pension chez Marie Gloanec à Pont-Aven, il rencontre Paul Gauguin, Émile Bernard et Charles Laval, assistant aux prémices de ce qui deviendra deux ans plus tard l'École de Pont-Aven.
En 1889, lors d'un voyage en Belgique, il se lie avec le Groupe des XX et notamment avec Guillaume Vogels, Jan Toorop et James Ensor. Il rencontre également le peintre et sculpteur réaliste Constantin Meunier.
Il expose une première œuvre au Salon de la Société nationale des beaux-arts en 1890 et peint d'abord des scènes de genre conventionnelles. Il est toutefois progressivement influencé par la nouvelle esthétique propagée par les peintres de l'École de Pont-Aven, mais en poursuivant son cheminement propre et en restant surtout un peintre postimpressionniste. Surnommé Picolo par ses amis, il affectionne les scènes nocturnes et les atmosphères crépusculaires. C'est le « peintre de feux d'artifice, fusées, soleil et gais paysages » écrit le New York Herald en 1903. Il est aussi le peintre des fêtes populaires, en particulier celles de nuit.
Après un court séjour à Venise en 1904, où il produit cinquante toiles, il revient en Loire-Atlantique (Batz-sur-Mer), en proie à de sérieux soucis financiers.
En 1907, il s'installe au Croisic au manoir de Kervaudu, qu'il loue, et où il réunit ses amis les peintres Jean Émile Laboureur, Émile Dezaunay, Ernest de Chamaillard, ainsi que son cousin, l'écrivain Alphonse de Châteaubriant et le poète José-Maria de Heredia. « Pendant 25 ans, inlassablement il s’attachera à peindre les mêmes sites, fleurs de son jardin, marais et moulins de Brière, couchers de soleil sur la mer, champs de coquelicots ». Il y finit sa vie dépressif et alcoolique le 19 septembre 1930.

## Son œuvre
Ses toiles font partie des collections permanentes ou itinérantes de nombreux musées (Morlaix, Nantes, Quimper, Pont-Aven, Paris, New York).

### Œuvres dans les collections publiques
Espagne
- Madrid, musée Thyssen-Bornemisza : Fête de nuit à Saint-Pol-de-Léon, vers 1894-1898, huile sur toile[7].

France
- Nantes, musée des Beaux-Arts : Le Menhir, avant 1910, huile sur toile[8].
- Quimper, musée des Beaux-Arts : Paysage à la chaumière, 1921, huile sur toile.
- Vannes, Musée des Beaux-Arts : Office du soir ou Calvaire de Rochefort-en-Terre.

Œuvres non localisées attribuées à Ferdinand du Puigaudeau
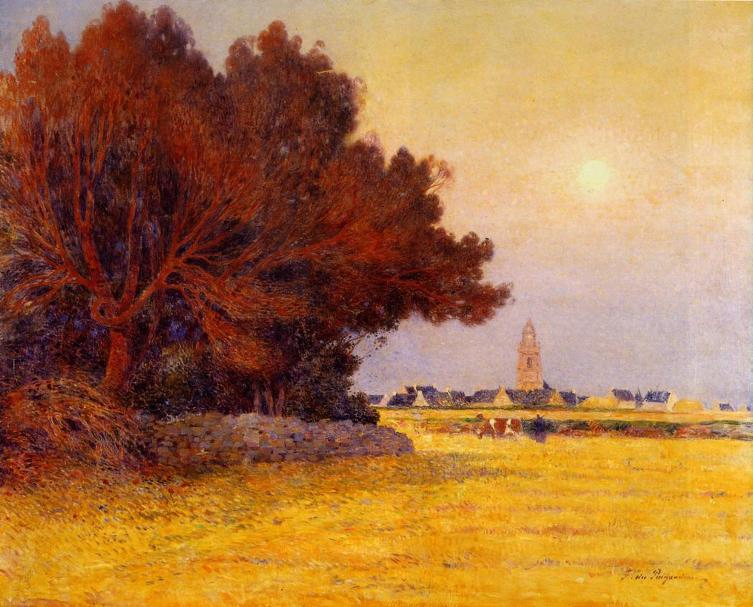
Aurore à Batz-sur-Mer.
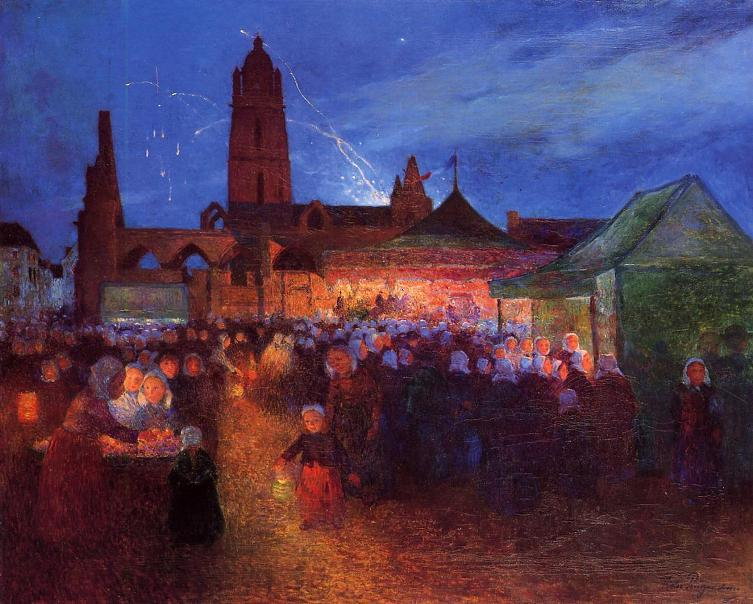
Feux d'artifice au Bourg-de-Batz.
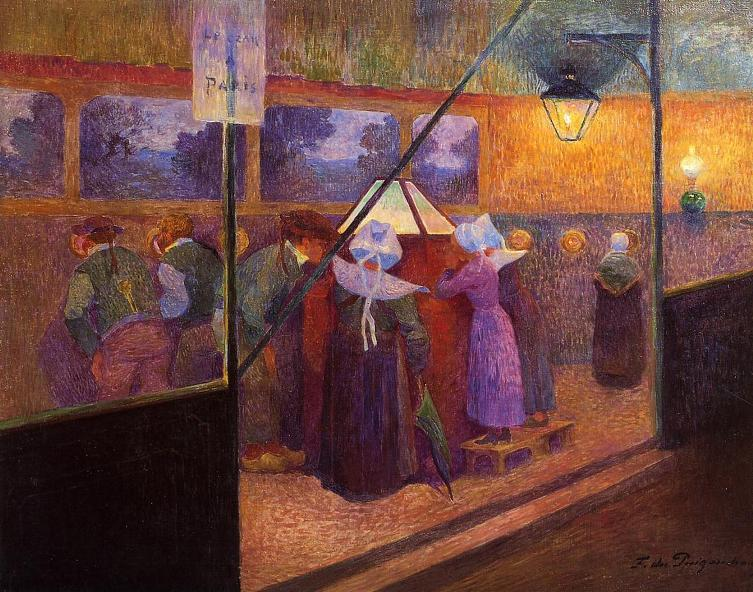
La Lanterne magique[9].
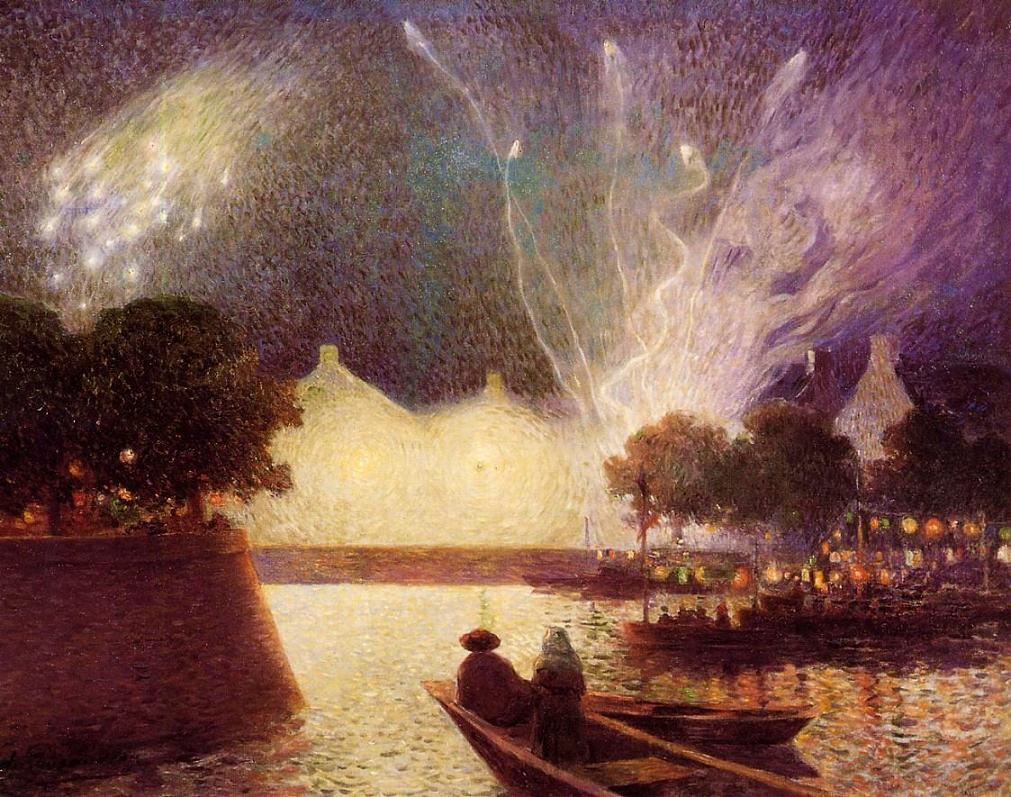
Feux d'artifice sur le port (1890).
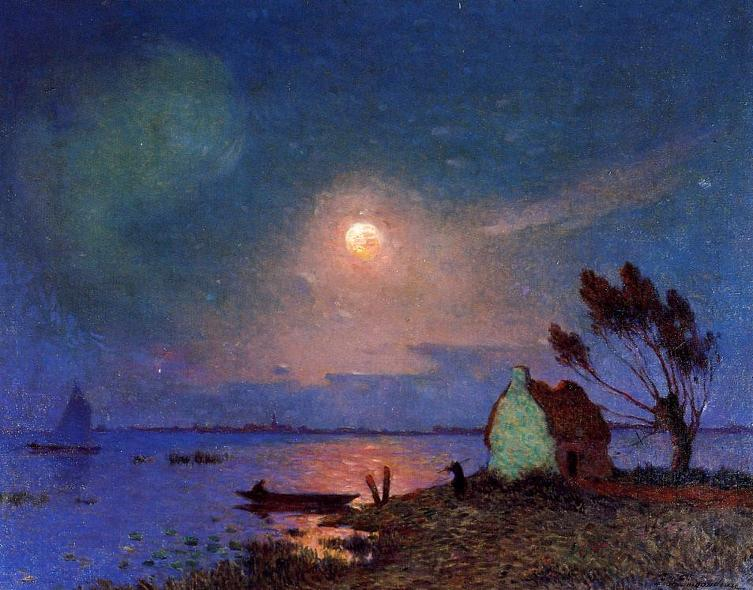
Pont-Aven au clair de lune.
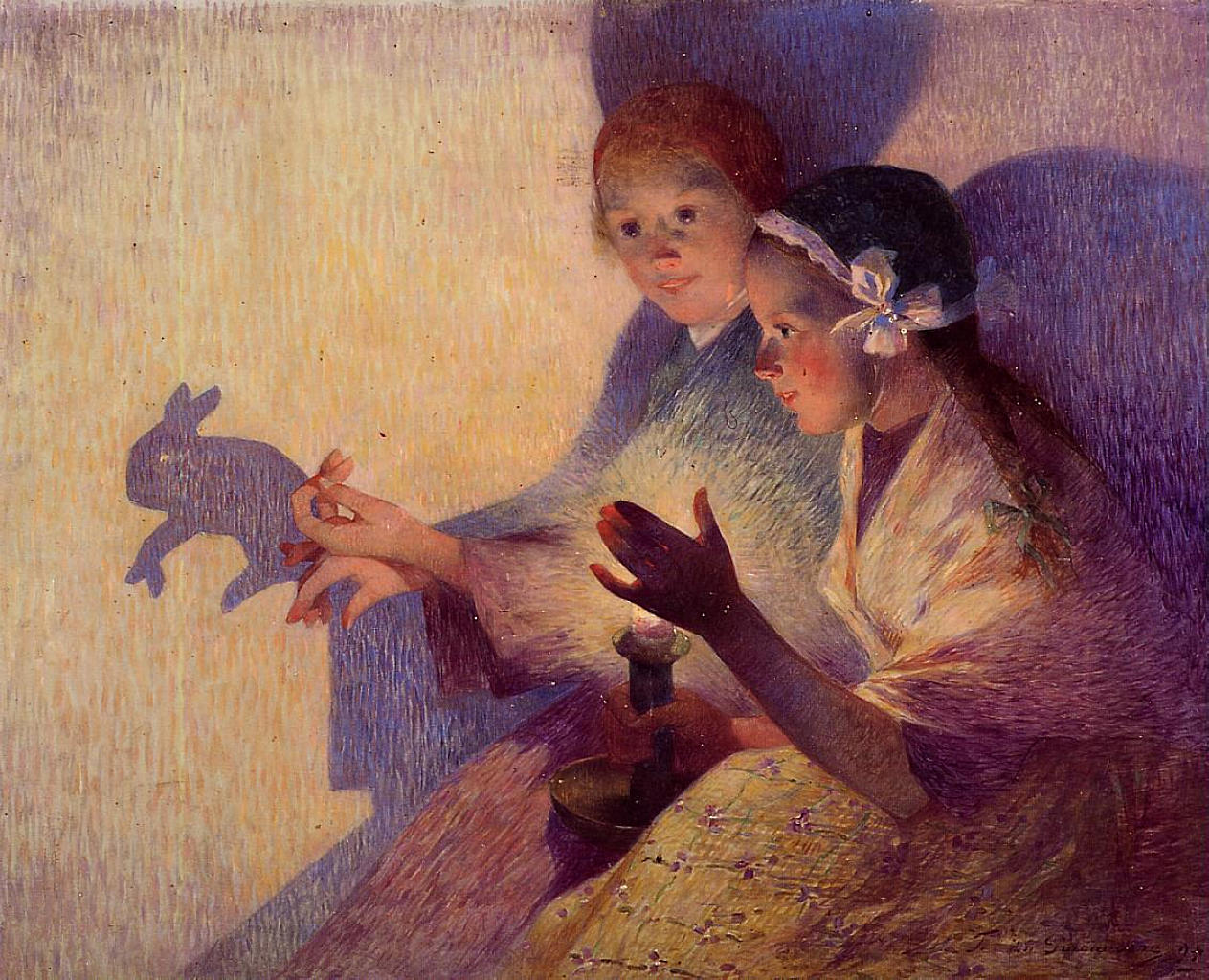
Ombres chinoises, le lapin.
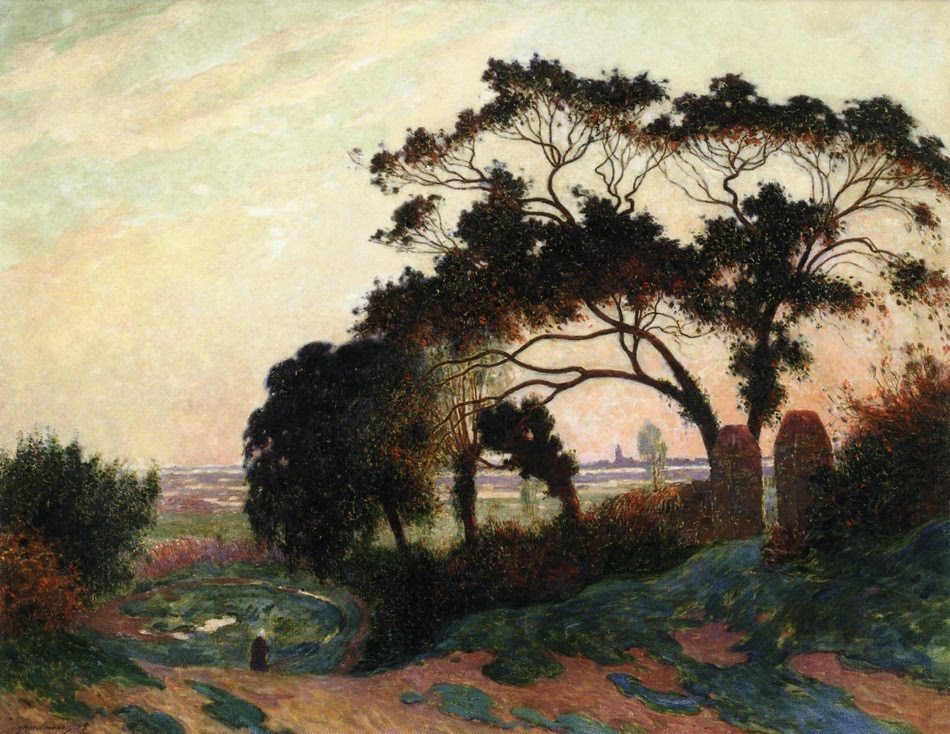
Paysage, collines de Guérande (1915).
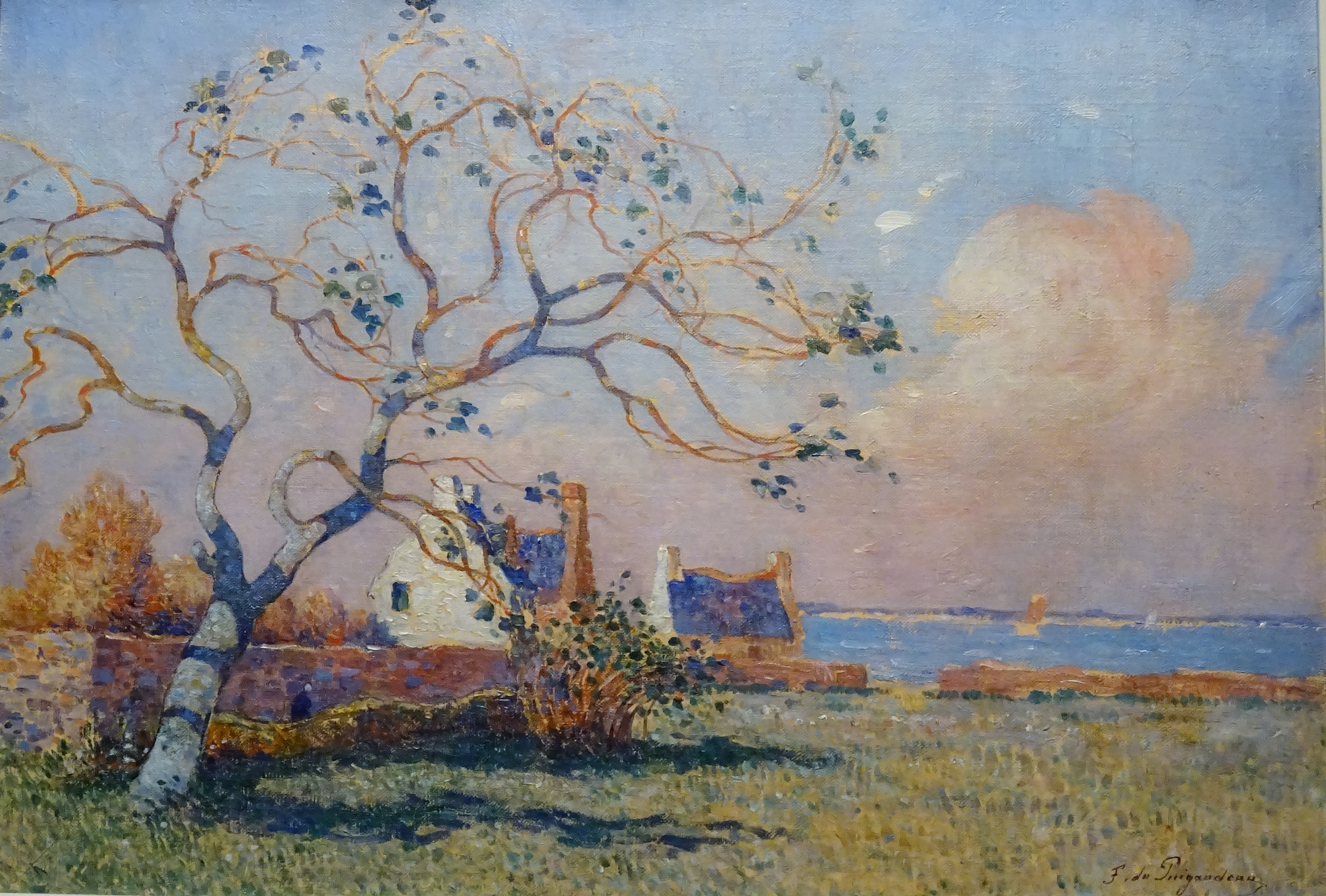
Le Vieux figuier à Pénerf (huile sur toile).

### Œuvres non localisées
- Coucher de soleil devant la maison du Douanier, 1907, huile sur toile, 54x73 cm, vendu 41 500€ (le 22 juillet 2023 à Brest).

## Sources
- Antoine Laurentin, Ferdinand du Puigaudeau, 1864-1930, éditions T. Salvador, 1989